# ماهی خال‌خالی سیاه
ماهی خال‌خالی سیاه (نام علمی: Scombrolabrax heterolepis) نام یک گونه از راسته سوف‌ماهی‌سانان است.